# Kazimierz Graff

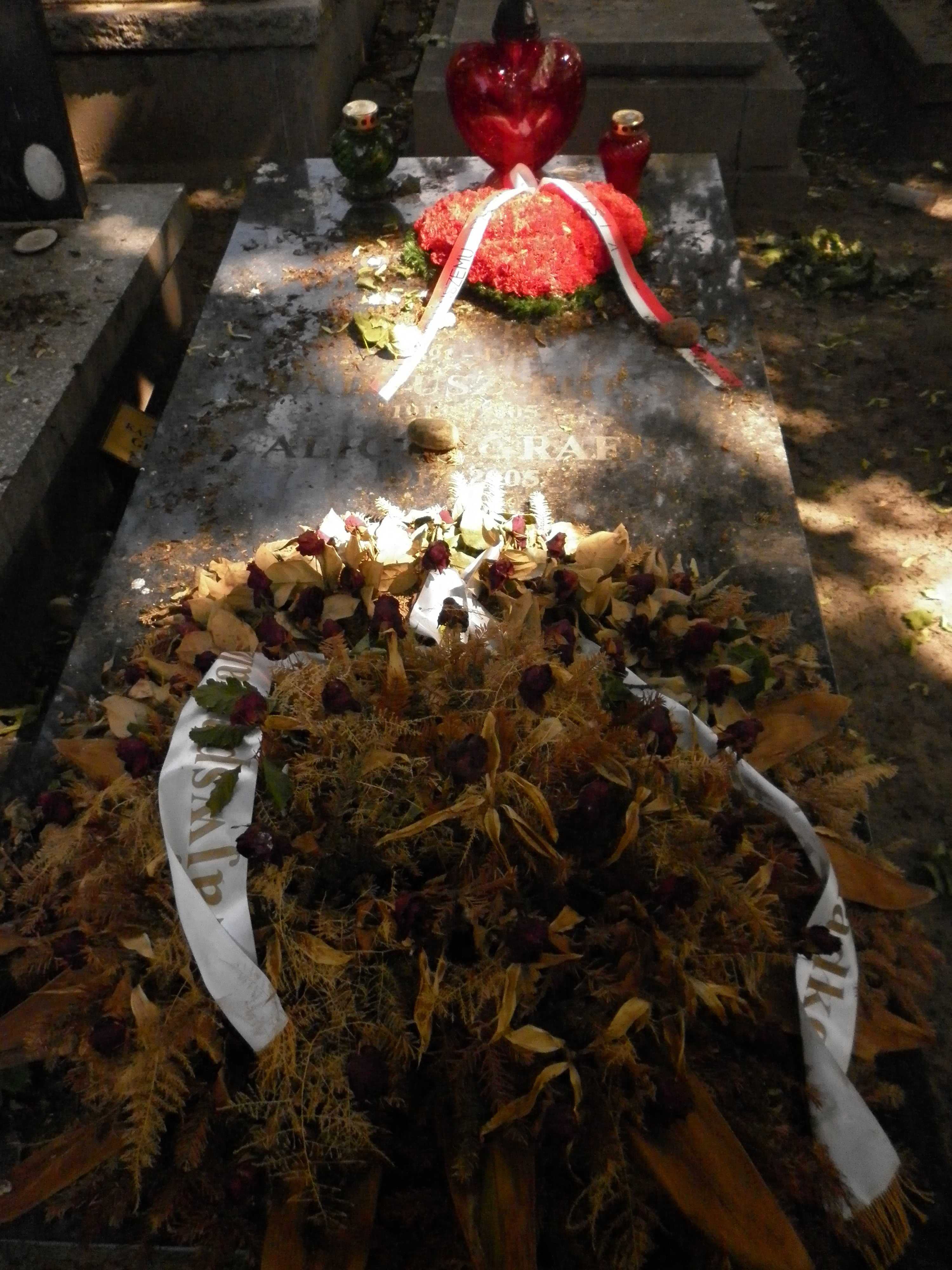
Grób Kazimierza Graffa na Cmentarzu Wojskowym na Powązkach w Warszawie

Kazimierz Graff (ur. 11 listopada 1917 w Warszawie, zm. 5 kwietnia 2012 tamże) – polski prawnik, adwokat i prokurator, zastępca naczelnego prokuratora wojskowego w latach 1949–1951.

## Życiorys
Urodzony w rodzinie żydowskiej, jako syn kupca Maurycego Graffa i nauczycielki Gustawy z domu Simonberg. Ukończył gimnazjum im. Mikołaja Reja, a następnie studia prawnicze na Uniwersytecie Warszawskim. Jako student działał w komitecie przeciwników instytucji getta ławkowego. Był działaczem związanego z Komunistyczną Partią Polski Związku Niezależnej Młodzieży Socjalistycznej „Życie” i przewodniczącym Warszawskiego Akademickiego Komitetu Antygettowego z jego ramienia (1937–1938). Po agresji III Rzeszy na Polskę udał się wraz z bratem na wschód i w ośrodku zapasowym 44 pułku piechoty w Równem wstąpił do Wojska Polskiego. Po agresji ZSRR na Polskę oddział został rozbrojony przez Armię Czerwoną, zaś Graffowi udało się uniknąć niewoli sowieckiej. Udał się do Lwowa, znajdującego się od 22 września pod okupacją sowiecką. 
Był inspektorem domów akademickich Państwowego Instytutu Medycznego oraz administratorem Państwowego Instytutu Krajoznawstwa we Lwowie. W kwietniu 1941 zmobilizowany do Armii Czerwonej. W 1943 skierowany do 1 Polskiej Dywizji Piechoty im. Tadeusza Kościuszki. Walczył w bitwie pod Lenino jako dowódca kompanii. Ciężko ranny w natarciu na Pragę 14 września 1944. W grudniu 1944 został awansowany na stopień kapitana.
W 1945 został prokuratorem wojskowym. Uczestniczył w procesach terenowych w ramach tzw. sądów doraźnych, a także był obecny przy egzekucjach osób skazanych w ich wyniku na karę śmierci. W 1946 otrzymał awans na stopień majora. Wraz z żoną Alicją Graff od 1946 oskarżał wielu żołnierzy Armii Krajowej, m.in. Stanisława Sojczyńskiego ps. „Warszyc”, rozstrzelanego w Łodzi 19 lutego 1947, oraz kolejnych 12 żołnierzy AK skazanych na śmierć w ciągu trzydniowego procesu przed sądem w Siedlcach. Od września 1949 do listopada 1951 pełnił funkcję zastępcy naczelnego prokuratora wojskowego. W listopadzie 1951 odwołany ze stanowiska po odmowie ścigania części załogi trałowca porwanego do Szwecji, która powróciła do Polski.
Należał do Polskiej Zjednoczonej Partii Robotniczej. Pełnił funkcję m.in. członka Komitetu Zakładowego PZPR w Warszawskim Okręgu Wojskowym oraz członka Komisji Kontroli Partyjnej WOW. W 1969 na fali antysemickiej kampanii zwolniony z prokuratury wojskowej decyzją Rady Państwa. Od tej pory pracował jako adwokat i radca prawny (m.in. w przedsiębiorstwie „Telkom” w latach 1971–1997).
Oskarżony przez Instytut Pamięci Narodowej 18 października 2007 za sprzeczne z prawem PRL aresztowanie Stanisława Figurskiego. 22 stycznia 2008 Wojskowy Sąd Okręgowy w Warszawie umorzył postępowanie ze względu na brak znamion czynu zabronionego. Decyzja została podtrzymana przez Sąd Najwyższy.
Za zarzucany mu mord sądowy na Stanisławie Sojczyńskim „Warszycu” Kazimierz Graff, podobnie jak Czesław Łapiński, nigdy nie stanął przed sądem. W opinii historyka prof. Krzysztofa Szwagrzyka znajdował się w pierwszej piątce sędziów i prokuratorów odpowiedzialnych za represje stalinowskie.
Zmarł w Warszawie. Pochowany jest na Cmentarzu Wojskowym na Powązkach (kwatera C31-2-20).

## Rodzina
Żona Alicja  z domu Fuks w latach 50. wicedyrektor Departamentu III Prokuratury Generalnej. Córką Kazimierza i Alicji Graffów jest Krystyna, żona znanego prawnika, autora podręczników akademickich, Huberta Izdebskiego.